# Sick Individuals
Sick Individuals es un dúo de productores de electro house oriundo de Hilversum, Países Bajos, integrado por Joep Smeele (Jim) & Rinze Hofstee (Ray).

## Biografía
Ambos se conocieron mientras estudiadaban composición y producción musical en la Escuela de Artes de Utrecht en Hilversum. En su adolescencia, Ray estuvo influenciado por el hip hop mientras que Jim tuvo sus raíces en la música trance. Ray también se desempeña en algunas de sus producciones como vocalista y guitarrista. Comenzaron a producir en 2010 editando sus lanzamientos para Sneakerz Muzik, un subsello de Spinnin' Records.
Recién en 2013, comienzan a obtener un cierto reconocimiento en la escena electrónica mediante sus remezclas. Entre ellas se encuentran las realizadas para artistas como Icona Pop de su sencillo "I Love It", "Reason" de Hook N Sling & NERVO y "Right Now" de Rihanna y David Guetta. En ese mismo año, colaboraron con Axwell en el sencillo "I Am" lanzado por el sello del sueco Axtone y en "Blueprint" en coproducción con el holandés Dannic, con el cual lograron el número 1 en la lista de ventas del portal digital Beatport.

## Discografía

### Sencillos
- 2010: Stranger [Cloud 9 Dance]
- 2010: Over & Done [Cloud 9 Dance]
- 2010: Future Love [Sneakerz MUZIK]
- 2011: The Funky House Anthem [Sneakerz MUZIK]
- 2012: Running Away [PinkStar Records]
- 2012: Might Not Be (feat. Bass Robbers) [Big & Dirty]
- 2012: Soldiers [Big & Dirty]
- 2013: Free [Big & Dirty]
- 2013: Pepper [Onelove]
- 2013: Drum Machine [Size X]
- 2013: Chase [Size X]
- 2013: Spear [Big & Dirty]
- 2013: I AM (con Axwell & Taylr Renee) [Axtone]
- 2013: Blueprint (con Dannic) [Revealed Recordings]
- 2013: Lights Of Neon [Onelove]
- 2014: Shock [Onelove]
- 2014: Rock & Rave [Ultra]
- 2014: Wasting Moonlight [Armada Music]
- 2014: Lost & Found [Revealed Recordings]
- 2014: Made For This [Revealed Recordings]
- 2014: Olympia (con Ariyan) [DOORN Records]
- 2014: Skyline [Mainstage Music (Armada)]
- 2015: Prime  [DOORN Records]
- 2015: Never Fade  [Armada Music]
- 2015: Waiting for You (con DBSTF)  [Mainstage Music / Armada Music]
- 2015: Feel Your Love (con Dannic)  [Revealed Recordings]
- 2015: Drive  [Revealed Recordings]
- 2016: Unstoppable (We Are) [TurnitUp Muzik]
- 2016: Into The Light (con DBSTF)  [Revealed Recordings]
- 2016: Take It On (con jACQ) [Armada Music]
- 2016: Mrs. (con Stevie Appleton) [TBM / Armada Music]
- 2016: HELIX (con Holl & Rush)  [Mainstage Music / Armada Music]
- 2016: Alive  [Revealed Recordings]
- 2016: Against All Odds  [Armada Music]
- 2016: People I Love (feat. Stevie Appleton)  [Thrive Music]
- 2017: Focus  [Revealed Recordings]
- 2017: Never Say Never  [Revealed Recordings]
- 2017: Walk Away (con Greyson Chance)  [Revealed Recordings]
- 2017: Everything (Mass 10 Years Anniversary Anthem)  [Moon Records]
- 2017: Turn Up (con YAMATO)  [Avex]
- 2017: Flow (con Mightyfools)  [Armada Music]
- 2018: Get Low (con Hardwell)  [Revealed Recordings]
- 2018: Kodi  [Revealed Recordings]
- 2018: The Key  [Maxximize Records]
- 2018: Writing On The Wall (con Jason Walker)  [Proximity]
- 2018: Reaction (con Jewelz & Sparks)  [Revealed Recordings]
- 2018: Symphony (con Nevve)  [Revealed Recordings]
- 2019: Luna  [Revealed Recordings]
- 2019: We Got It All (con MPH)
- 2019: Humans (Let Me Love You) (con April Bender)  [Revealed Recordings]
- 2019: Wait For You (con Matluck)
- 2019: Not Alone (con Justin Prime & Bymia)  [Revealed Recordings]
- 2019: Right Next To You (con Kepler)  [One Seven Music]
- 2019: I'll Be Here For You  [Revealed Recordings]
- 2019: Guilty (con Justin Prime & Nevve)  [Revealed Recordings]
- 2020: I Could Use a Friend (con Tim Schou)
- 2020: Come Alive (con Robbie Rosen)  [Revealed Recordings]
- 2020: Tonight (con Jewelz & Sparks)  [Revealed Recordings]
- 2020: Higher (con Trove)
- 2020: People I Love (con Steve Appleton)
- 2020: Ruby  [Revealed Recordings]
- 2020: Dance With Me
- 2020: Ocean (con Justin Prime & Lasada)   [Revealed Recordings]
- 2020: Dear Life (con Matluck)
- 2020: Only For You (con Nicky Romero)   [Protocol Recordings]

### Remixes
2010:
- Franky Rizardo – Flute Test 2010
- Josh the Funky 1, Alexei & Carlos Kinn – Love the World
- Irad Brant – We Must Go On

2011:
- DJ Raymundo – Come On
- Freestylers feat. Belle Humble – Cracks
- Graffiti6 – Stare In To The Sun
- Carlos Silva feat. Nelson Freitas & Eddy Parker – Mystery
- Melvin Reese – All Day All Night
- Nicky Romero – Growl
- Nu Soul Family – This Is For My People
- Dark Matters feat. Jess Morgan – I Don't Believe In Miracles
- Flo Rida – Good Feeling
- Melleefresh & Dirty 30 – Beautiful, Rich & Horny

2012:
- Alex Sayz feat. Nadia Ali – Free to Go
- Tiësto, Montana & Storm – Bleckentrommel
- Qulinez – Troll
- Steve Edwards, Louis Botella & Joe Smooth – Promised Land 2012
- Nu Soul Family – It's Whatever You Want
- DJ Pauly D feat. Dash – Night of My Life
- Korr-A – Fiyacraka
- Niré Alldai – Hella Bad
- Victoria Aitken – Weekend Lover
- Laurent Simeca – On Fire
- Conor Maynard – Vegas Girl
- Far East Movement ft. Justin Bieber – Live My Life
- Kato feat. Jeremy Carr – Celebrate Life
- Melleefresh vs. Hoxton Whores – Let's Get Dirty
- Lost Witness & Adam Zindani – Our Suns Rising
- Marco V – GOHF
- Soltrenz SoundStage; Kelvin Scott – Jump All Night
- Icona Pop feat. Charli XCX – I Love It

2013:
- Hook N Sling & NERVO – Reason
- Danny Ávila – Breaking Your Fall
- Someday – You're in my Head
- Asher Monroe – Here With You (Sick Individuals Remix)
- Dimitri Vangelis & Wyman feat. Jonny Rose – Pieces Of Light (Sick Individuals Remix)
- Leah LaBelle – Lolita (Sick Individuals Remix)
- Rihanna feat. David Guetta – Right Now (Sick Individuals Remix)
- Roberto da Costa feat. Daphne Khoo – Excited (Sick Individuals Remix)
- Mayra Verónica – Ay Mama Mia (Sick Individuals Dub Mix)
- Timeflies – I Choose U (Sick Individuals Remix)
- Irina feat. Dave Audé – One Last Kiss (Sick Individuals Remix)
- Savoy feat. Heather Bright – We Are the Sun (Sick Individuals Remix) [Spinnin' Records]
- Jerome Isma-Ae – Hold That Sucker Down (Sick Individuals Remix) [Armada Music]

2014:
- Flo Rida – How I Feel (Sick Individuals Remix)
- Avicii – Addicted to You (Sick Individuals Remix)

2015:
- Tough Love feat. Ginuwine – Pony (Jump On It) (Sick Individuals Remix)

2016:
- Moby – Porcelain (Sick Individuals Remix) [Revealed Recordings]

2017:
- KEV – Moments (Sick Individuals Remix)
- TM Network – Get Wild (Sick Individuals Remix)
- Rita Ora – Your Song (Sick Individuals Remix)

2019
- Christian Paul - Strong (Sick Individuals Remix)